# 8933 Kurobe
8933 Kurobe eller 1997 AU6 är en asteroid i huvudbältet som upptäcktes den 6 januari 1997 av den japanska astronomen Naoto Satō vid Chichibu-observatoriet. Den är uppkallad efter ravinen Kurobe i Japan.
Den tillhör asteroidgruppen Koronis.